# Stockholmsappellen
Stockholmsappellen lanserades den 19 mars 1950 på en konferens i Stockholm av fredsorganisationen Världsfredsrådet, och uppmanade till nedrustning och ett totalförbud för kärnvapen. "Vi kräver ovillkorligt förbud mot atomvapnet, som är ett vapen för terror och för massutrotning av människor", fastslår appellens inledning.
Appellen tillkom på initiativ av Världsfredsrådets dåvarande ordförande, den franske kärnfysikern och Nobelpristagaren Frédéric Joliot-Curie. Andra berömdheter som stöttade appellen var Paul Robeson, Pablo Picasso, Leopold Infeld, Alexander Fadejev, Jorge Amando, Anna Seghers och Arnold Zweig.

## Historia
Konferensen i Stockholm anordnades av den nybildande Svenska Fredskommitén, på uppdrag av Världsfredsrådet. Planering och genomförande leddes av Nils Silfverskiöld, John Takman, Eva Palmær, Per-Olov Zennström och Henry Peter Matthis, och  omgärdades av en hel del turbulens. Hotell Continental, där konferensen skulle ha ägt rum, meddelade fyra veckor i förhand att man bryter kontraktet med Svenska Fredskommittén. Hotellägaren Sten Stendahl, tidigare riksdagsledamot för Högern, var kritisk till Världsfredrådets politiska inställning. Det enda parti som i Sverige stödde konferensen och appellen var Sveriges kommunistiska parti. Socialdemokraterna däremot tog avstånd från den och uppmanade sina medlemmar att inte skriva under.
Runtom i världen samlade Stockholmsappellen ett stort engagemang för fred och mot atombomben. Bara i Sverige undertecknades appellen av 330 000 människor. Mest omfattande var dock namninsamlingsarbetet i Italien (17 miljoner underskrifter), Frankrike (14 miljoner), Japan (6,4 miljoner), USA (3 miljoner) och Västtyskland (2 miljoner). Finland utmärkte sig också, med så mycket som 1 miljon undertecknare. Danmark och Norge samlade 140 000 respektive 100 000 underskrifter.
Till de som i Sverige samlade in underskrifter hör en ung Jan Myrdal, som senare återgett följande:
| ”                                                     | En vårkväll 1951 gick jag i Annedal i Göteborg för att samla namn på appellen för fredspakt mellan stormakterna. Jag var i första våningen och ringde på. Det var ett landshövdingehus. En man öppnade. Han tog emot appellen, sade: - Visst skall jag skriva på. När han fick den i handen rev han den i småbitar. Det stod tio namnteckningar på den och han sade: - Jag är demokrat. Jag tror på friheten. Jag tror på de mänskliga rättigheterna. Ni förrädare. Sedan slängde han igen dörren. Dessa tio namnteckningar kom på så sätt aldrig att bli redovisade. | „ |
| – Jan Myrdal, En illojal europés bekännelser, sid. 60 | |   |